# Cahuilla
Los cahuilla son una tribu que hablan una lengua uto-azteca del grupo tákico. Se subdividen en numerosos clanes y familias.

## Localización
Vivían en los desiertos y cantones de San Bernardino, Salton Sea y San Jacinto, en California, Estados Unidos, ocupando unos 6200 km². Actualmente ocupan unas 8 reservas de 18.240 acres en Palm Springs y Salton Sea (California): Morongo, Cahuilla, Torres Martínez, Cabazon, Santa Rosa, Soboba (con Luiseño), Los Coyotes y Augustine.

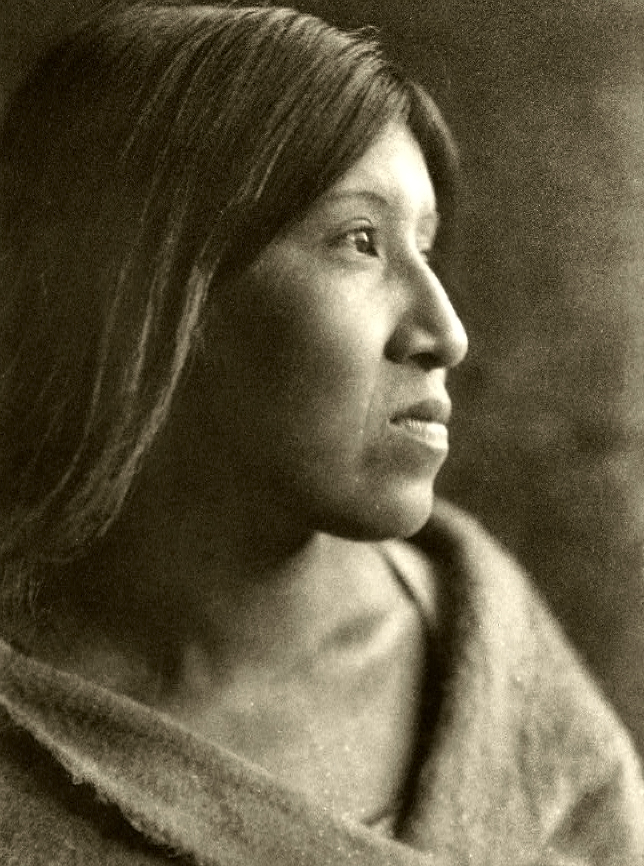
Mujer cahuilla en 1926

.

## Demografía
En el siglo XVIII posiblemente había entre 6000 y 10 000 individuos, pero la viruela los redujo a 2500 en 1864. En 1950 eran unos 450 individuos, que aumentaron a 600 en 1970 y a unos 800 en 1980, de los cuales 509 aún hablaban la lengua indígena. Hacía 1990 sumaban unos 900 individuos.
Según datos de la BIA de 1995, había 8 residentes en Augustine, 48 en Cabazon (41 en rol tribal), 249 en Cahuilla (269 en rol tribal), 281 en Agua Caliente (291 en el rol tribal), 268 en Los Coyotes, 1.393 en Morongo (918 en el rol tribal), 135 en Santa Rosa, 725 en Soboba (617 en el rol tribal), 3 en Ramona y 132 en Torres Martínez (451 en el rol tribal).
Según el censo de 2000 había 3188 individuos, pero solo quedaban 35 parlantes de su lengua.

## Costumbres
En su territorio, la bellota, principal producto de muchas tribus californianas, sólo era abundante en unas pocas áreas bien regadas. La caza era escasa, y gran parte de su territorio era árido e incultivable. Se alimentaban de frutos del desierto, como mesquite, pita, productos del cactus y semillas de flores de siempreviva.
Vivían en simples tejados o en casas de adobe, pero también lo podían hacer en refugios del sol sin paredes. Su cestería y alfarería eran modestas.
Aparentemente, las sociedades tenían una estructura compleja, basada en el qa? (padre); estaban divididas en mitades regidas por la descendencia y el matrimonio. Se dividían en muchas bandas aisladas o en clanes asociados por ciertos territorios y antepasados. 
El net era el jefe comunitario, y tenía potestad para escoger el nombre de los recién nacidos, y el paxaa? su asistente. La Puvalem era la asociación de los chamanes, y también eran importantes los haunik o cantantes rituales y los ngengewish o danzarines rituales.
Su religión no es muy conocida, a pesar de que se conocen nombres de deidades animales y algunos ritos funerarios. Tenían puul (chamán) y el maiswat (amuleto ceremonial), y creían en ¿iva¿a (Fuerza creadora) de carácter animista, y también en tewlavil (ánimas) y nukatem (seres primarios de forma animal), entre los cuales distinguían kutya? el que captura de animales, Pemtemweha, el maestro de los animales con patas, y Muut, el mensajero de la muerte. Celebraban la ceremonia del Comefuego, y creían que las almas iban al Temelkic. También celebraban una ceremonia para los muertos, el nukil, organizada por los clanes. Una vez moría uno de ellos, lo quemaban con su casa y hacían una procesión.

## Historia
En 1774 contactaron con primera vez con población europea cuando el español Juan Bautista de Anza, fue atacado por miembros del clan Wiastim al atravesar territorio cahuilla sin solicitar permiso.
Hacia 1809 algunos de ellos fueron bautizados por los españoles, y tenían una fluida relación comercial con los colonos de México. En 1819 se establecieron misiones y adoptaron la agricultura y la ganadería.
En 1822 se asentaron terratenientes mexicanos, como Antonio María Lugo, quien en 1846 trasladaría cinco clanes cahuilla a sus tierras para protegerse de los ladrones de caballos utes. Por otro lado, los jefes cahuilla Juan Antonio y Antonio Garia lucharon contra los EE. UU. en la guerra de 1848.
Por el Tratado de Guadalupe-Hidalgo de 1848, todo su territorio, antes bajo soberanía mexicana, pasó a formar parte de los EE. UU. Como respuesta, en 1851 reclamaron sus tierras y lucharon contra la invasión, con incursiones contra Los Ángeles. Sufrieron, sin embargo, una epidemia de viruela en 1862-1864 que los redujo a 2500 individuos de los aproximadamente 10 000 que eran.
Así diezmados, se avinieron a tratar con el gobierno de los EE. UU. Entre 1875 y 1877 el presidente Ulysses S. Grant les creó las reservas de Morongo, Cahuilla, Cabazon y Torres Martínez, bajo jurisdicción de la Oficina de Asuntos Indios, pero esto no pudo evitar que sus tierras fuesen invadidas por los colonos. Esto les movió a hacer diversas protestas al Congreso de los EE. UU. en 1881. De esta manera, se aprobó para ellos el 12 de enero de 1891 el Act for the Relief of Mission Indians, pero a pesar de ello se les acabaría aplicando la Allotment Act de 1887. 
Francisco Potencio, hermano de Alejo Potencio, líder espiritual de los cahuilla en 1920-1940, recogió las tradiciones de la tribu con ayuda de la sanadora Ruby Modesto Nesha (1913-1980), gran conocedora de las tradiciones tribales.
Por la Equalization Law de 1959 se les otorgó el poder de recibir y parcelar las tierras de manera igual a los blancos, al tiempo que se crearon las reservas de Santa Rosa, Soboba, Los Coyotes y Augustine, pero muchos de ellos emigraron a San Diego y Los Ángeles, como otros indios californianos. Personajes destacados en estos años han sido el cantante Joe Lomas (1968), el escritor y activista Rupert Costo, y Katherine Saubel, jefe informal de la tribu.